# 2096
2096 — 2096 рік нашої ери, 96 рік 3 тисячоліття, 96 рік XXI століття, 6 рік 10-го десятиліття XXI століття, 7 рік 2090-х років.

## Вигадані події
- Відбуваються події фільму Лепрекон 4: У космосі.
- Відбуваються події відеогри SimCity.